# Valle di Nerfa
La valle di Nerfa è una valle montana della Marsica, in provincia dell'Aquila, in Abruzzo.

## Descrizione

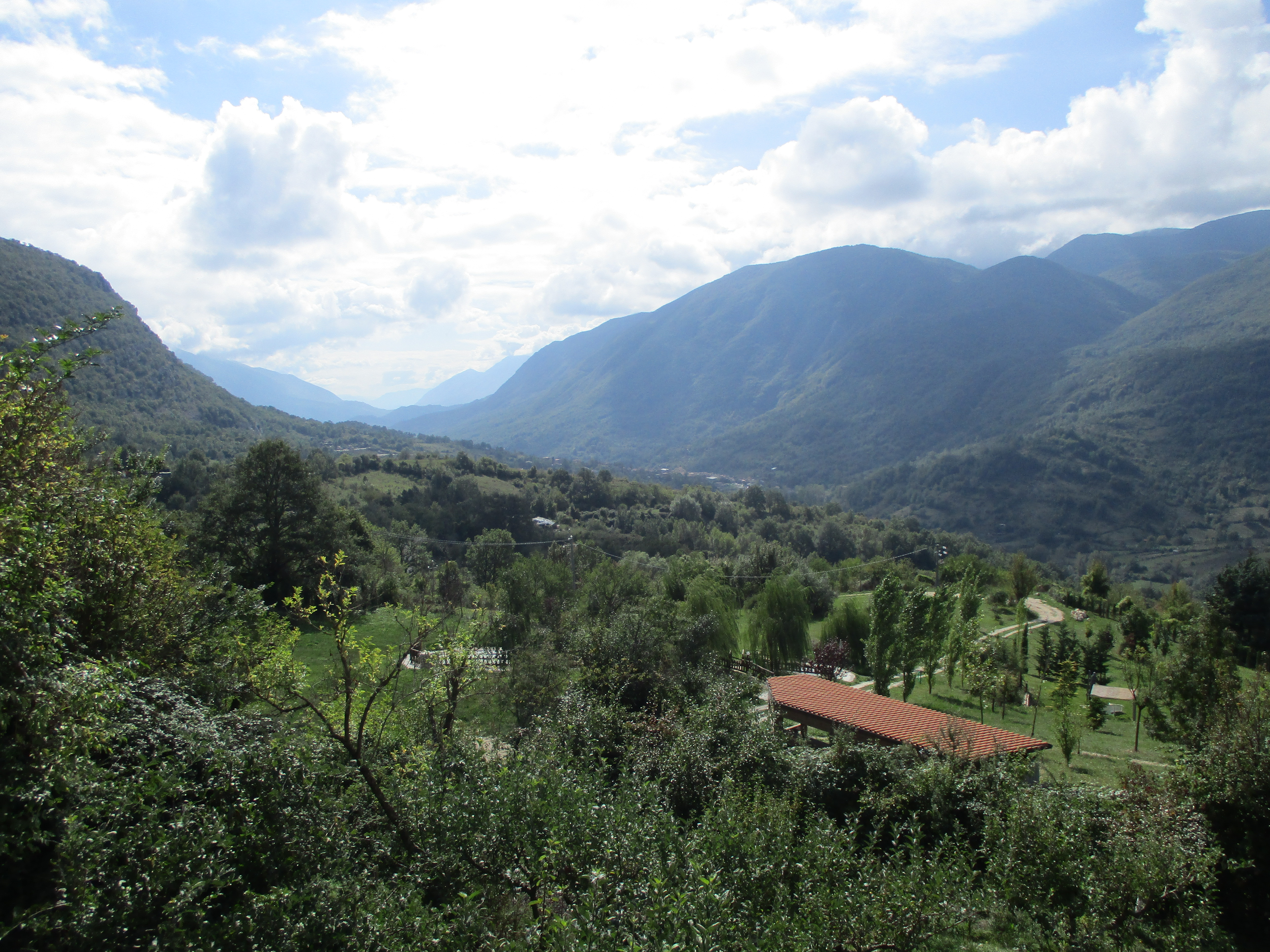
Veduta della valle dal territorio di Pagliara dei Marsi

Il confine a sud con la valle Roveto è segnato dal fosso Rianza di Pescocanale, mentre confina ad ovest con l'area del parco naturale regionale Monti Simbruini, ad est con i piani Palentini, infine a nord e nord-ovest è separata dalla piana del Cavaliere tramite la piccola depressione della valle del Fucero. Ricadono in essa i comuni di Capistrello, Castellafiume e Cappadocia.
I rilievi principali che segnano i suoi confini sono rappresentati dai monti Aurunzo (o Arunzo), della Dogana, Cesalarga, Padiglione e Girifalco. La valle è attraversata dal fiume Liri, le cui sorgenti si trovano sui monti che sovrastano Petrella Liri e Cappadocia, e in parte dall'Imele. Il complesso speleologico delle grotte di Beatrice Cenci comprende alcune cavità carsiche, come le grotte Cola I e Cola II sopra Petrella Liri, la grotta di Beatrice Cenci, il pozzo dell'Ovido e l'inghiottitoio dell'Otre nei pressi della limitrofa Verrecchie, dove a quota 1051 m s.l.m., si trova la sorgente dell'Imele.

## Origini del nome
Nel medioevo l'area era nota come "vallis de Nerphea". Sono due le principali ipotesi etimologiche del toponimo:
- dalla lingua marsa "ner-bhe", ovvero "la forte"[8]
- dalle lingue safine di origine osco-umbra "nerf", ovvero "principe"[9].

## Storia
Scavi e studi condotti nelle grotte Cola hanno restituito reperti di epoca preistorica e dell'età del bronzo, mentre sono numerose le testimonianze epigrafiche e i ruderi monumentali riemersi di epoca romana. 
Nel V secolo a.C. la valle di Nerfa segnava il confine tra gli equi, posti nell'area più settentrionale dell'odierna Marsica, e i Marsi che stanziarono nel territorio circostante l'ex lago del Fucino e la valle Roveto. Con l'occupazione romana, al termine del IV secolo a.C., l'area passò sotto il controllo della colonia di Alba Fucens. 
L'acquedotto dell'Aurunzo, canale sotterraneo ideato dal console Lucio Arrunzio e realizzato tra il 41 e il 54 d.C. nello stesso periodo della realizzazione dei cunicoli di Claudio alla base della montagna, per la bonifica dell'area fucense attraverso lo sversamento della acque nel fiume Liri, servì a collegare il rio Sonno nei pressi di Castellafiume con i piani Palentini.
Nella stessa epoca il passo di Girifalco rappresentò un punto strategico delle comunicazioni tra l'area di Subiaco (il sublacense) e Alba Fucens ma, in direzione sud, anche con la valle Roveto, tanto che il tracciato fu migliorato grazie alle opere volute nel 100 d.C. dall'imperatore Traiano.